# Güle güle. Parti con un sorriso
Güle güle. Parti con un sorriso è un libro di narrativa di viaggio dello scrittore italiano Mario Biondi pubblicato nel 2003.

## Trama
In questo libro Biondi racconta i suoi viaggi dal 1968 al 2003 su un arco geopolitico che va da New York a Yazd (Iran) attraverso Cuba, Algeria, Turchia, Siria, Giordania, Albania, Egitto.

## Edizioni
- Mario Biondi, Güle güle. Parti con un sorriso, Ponte alle Grazie, 2003,  pp. 247, ISBN 88-7928-636-6.
- Mario Biondi, Parti con un sorriso (Güle güle), TEA (editore), 2006,  pp. 247, ISBN 88-502-1228-3.